# Eduard Goldstücker
Eduard Goldstücker, né le 30 mai 1913 à Podbiel (alors en Autriche-Hongrie) et mort le 23 octobre 2000 à Prague, est un professeur de littérature et diplomate tchécoslovaque.
Professeur de littérature allemande, il est considéré comme un spécialiste de l'œuvre de Franz Kafka.

## Biographie
Eduard Goldstücker étudie la littérature allemande à l'université Charles de Prague, dont il sort diplômé en 1935. Il rejoint le Parti communiste et entame une carrière d'enseignant.
Goldstücker, qui est juif et communiste, quitte son pays en 1939 pour échapper à l'invasion des troupes allemandes. Durant la Seconde Guerre mondiale, il travaille pour le gouvernement provisoire tchécoslovaque en exil à Londres. Il est recruté par le corps diplomatique. Après la guerre, il est nommé ambassadeur à Tel Aviv. En 1948, à l'issue du coup de Prague, un régime communiste est mis en place en Tchécoslovaquie. Goldstücker est rappelé dans son pays et jugé,. Il est condamné à mort, mais sa peine est commuée en emprisonnement à vie. Il est contraint de travailler dans les mines d'uranium jusqu'à sa réhabilitation en 1955.
Goldstücker enseigne à l'université Charles de Prague. Il traduit les œuvres d'écrivains germanophones du XXe siècle, en particulier Franz Kafka. Il devient un spécialiste reconnu de son œuvre,. Vice-chancelier adjoint de la faculté de philosophie de l'université Charles de Prague, il est élu à la tête de l'union des écrivains tchèques.
Durant les années 1960, Eduard Goldstücker est élu au parlement et défend le socialisme à visage humain du réformateur Alexander Dubček. En 1968, après l'invasion de la Tchécoslovaquie par les troupes du Pacte de Varsovie qui met fin au Printemps de Prague, il regagne le Royaume-Uni avec son épouse. Goldstücker enseigne la littérature à l'université du Sussex, donne des conférences et rédige ses mémoires. Il rentre dans son pays après la chute du régime communiste, qui survient en 1989,.

## Distinctions et récompenses
- Ordre de Klement Gottwald (en) par Dubček[4] (1968)
- Prix Lessing de l'État libre de Saxe (de)[2] (1999)